# Xosé Lluis García Arias
Xosé Lluis García Arias (Monteciello, 6 de mayo de 1945) Filólogo y escritor español, y fue presidente de la Academia de la Lengua Asturiana desde su fundación en 1981 hasta 2001.

## Trayectoria académica
Después de cursar el bachillerato en Palencia y Pontevedra, se licenció en Filosofía y Letras en la Universidad de Oviedo, donde obtuvo posteriormente el título de Doctor en Filología Románica. Fue profesor en las universidades de Oviedo, Valladolid y León. Actualmente, García Arias es Catedrático jubilado de Lengua Española en la Universidad de Oviedo. 
Cofundador y primer presidente de Conceyu Bable, es autor de numerosos artículos, conferencias, ponencias en congresos y libros. Su obra es, sobre todo, ensayística, aunque también se dedica a la traducción al asturiano de poemas y libros como El Principito de Antoine de Saint-Exupéry.